# Helobdella fusca
Helobdella fusca är en ringmaskart som först beskrevs av Castle 1900.  Helobdella fusca ingår i släktet Helobdella och familjen broskiglar. Inga underarter finns listade i Catalogue of Life.